# Friedrich Göhring
Friedrich Göhring (* 19. Mai 1876 in Hossingen; † 2. Juli 1948 in Wiblingen) war ein deutscher Publizist und Politiker.

## Leben

### Beruf
Nach dem Besuch der Volksschule in Hossingen machte Göhring eine Lehre als Maler und ging anschließend auf die Wanderschaft. Ungefähr 1898 kam er nach Ulm. Bis 1905 arbeitete er als Dekorationsmaler. Von 1905 bis 1915 war er Tabakwarenhändler in Ulm. Danach arbeitete er dort als Redakteur der SPD-Zeitung „Donau-Wacht“. 1933 zog er nach Wiblingen (heute ein Stadtteil von Ulm), wo er sich als Kleinlandwirt niederließ.

### Politik
Friedrich Göhring war Mitglied der SPD und deren 1. Vorsitzender in Ulm zwischen 1900 und 1933. Nach vier erfolglosen Reichstagskandidaturen zwischen 1903 und 1912 nahm er 1919 an der Verfassungsgebenden Landesversammlung teil. 1920 wurde er im Wahlkreis Ulm-Heidenheim in den Württembergischen Landtag gewählt, dem er bis 1933 angehörte. Von 1909 bis 1933 war er außerdem Mitglied des Gemeinderats der Stadt Ulm. Auf Druck der Nationalsozialisten legte er 1933 seine Mandate nieder.

## Privat
Göhring war der Sohn des Manufakturwebers Jakob Göhring (* 1829; † 1889) und der Eva Göhring geb. Eisele (* 1831; † ?) und hatte sechs Geschwister. 1900 heiratete er Julie Eisele (* 1874; † ?), mit der er drei Kinder hatte.